# Baker Street (Londons tunnelbana)
Baker Street är en av Londons tunnelbanas största knutpunkter och tunnelbanestationer där fem linjer möts: Bakerloo line, Circle line, Hammersmith & City line, Metropolitan line och Jubilee line. Redan år 1863 öppnades stationen på världens första tunnelbanelinje Metropolitan line, denna delen av stationen används idag av Circle line och Hammersmith & City line. 1868 öppnades en stationsdel som delvis är utomhus och som idag används av Metropolitan line. 1906 tillkom Bakerloo line med en stationsdel samt slutligen 1979 Jubilee line. Stationen ligger vid gatan Baker Street.

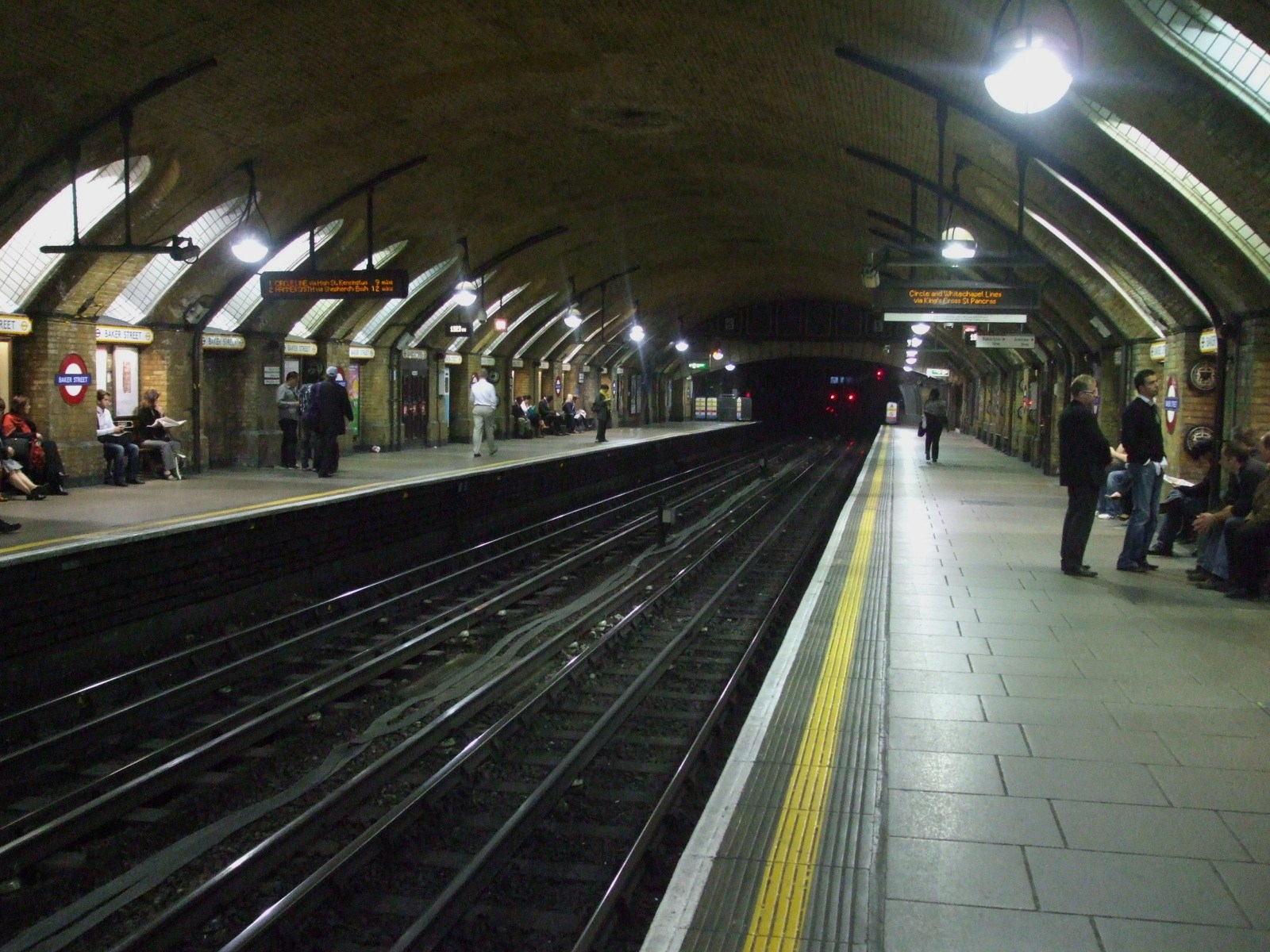
Circle line, Hammersmith & City line, station från 1863.
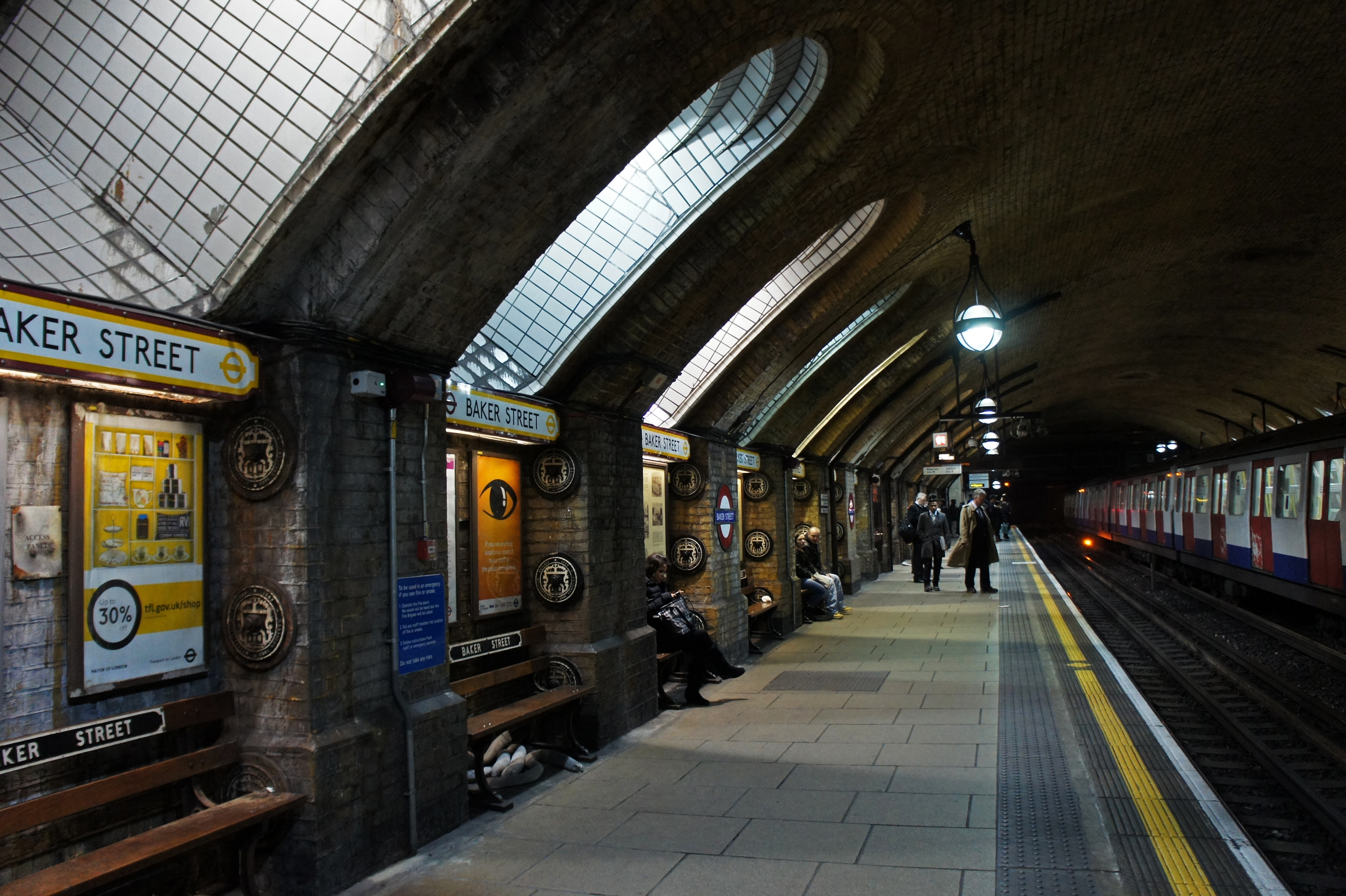
Circle line, Hammersmith & City line.
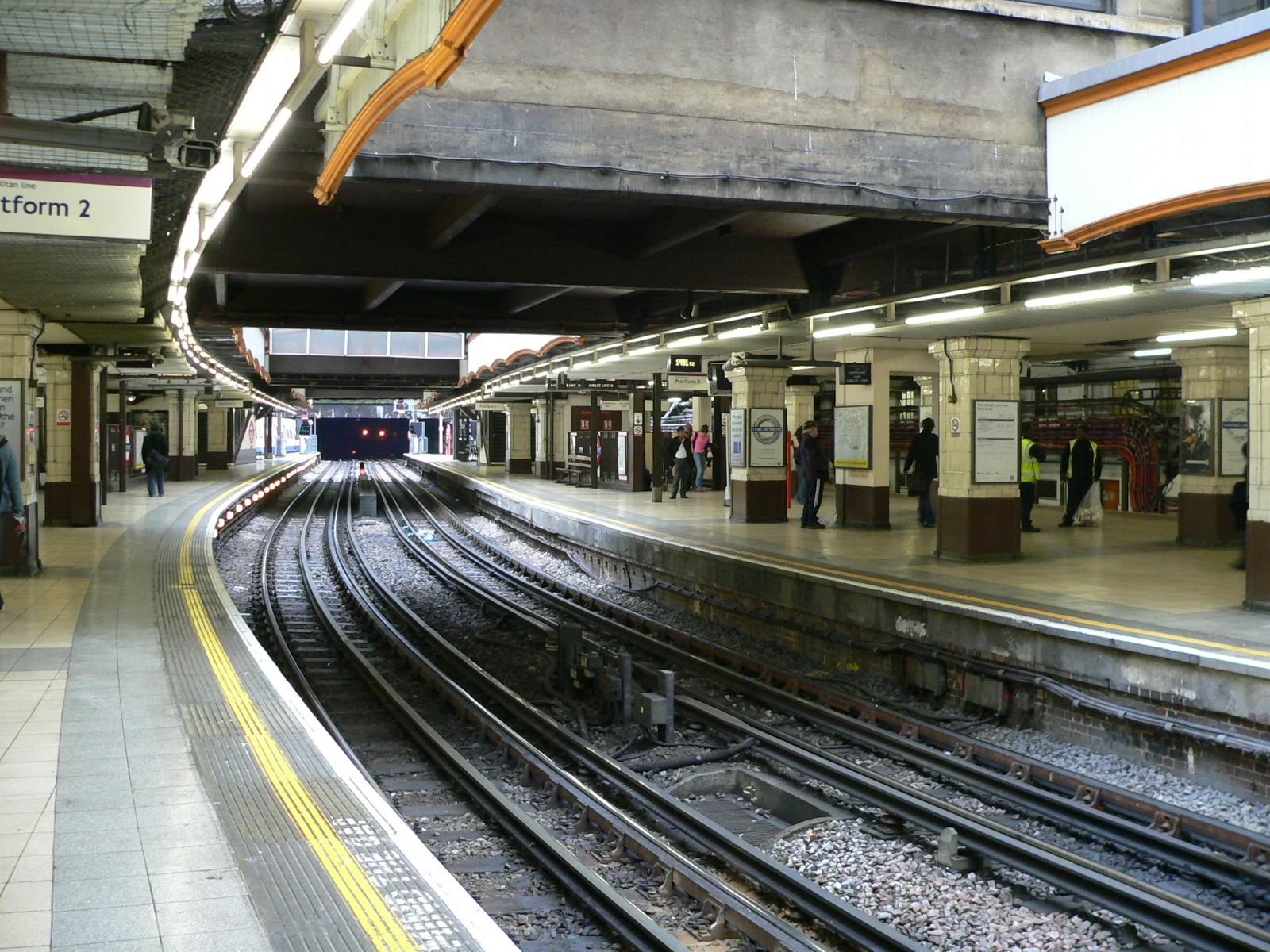
Metropolitan line, station från 1868.
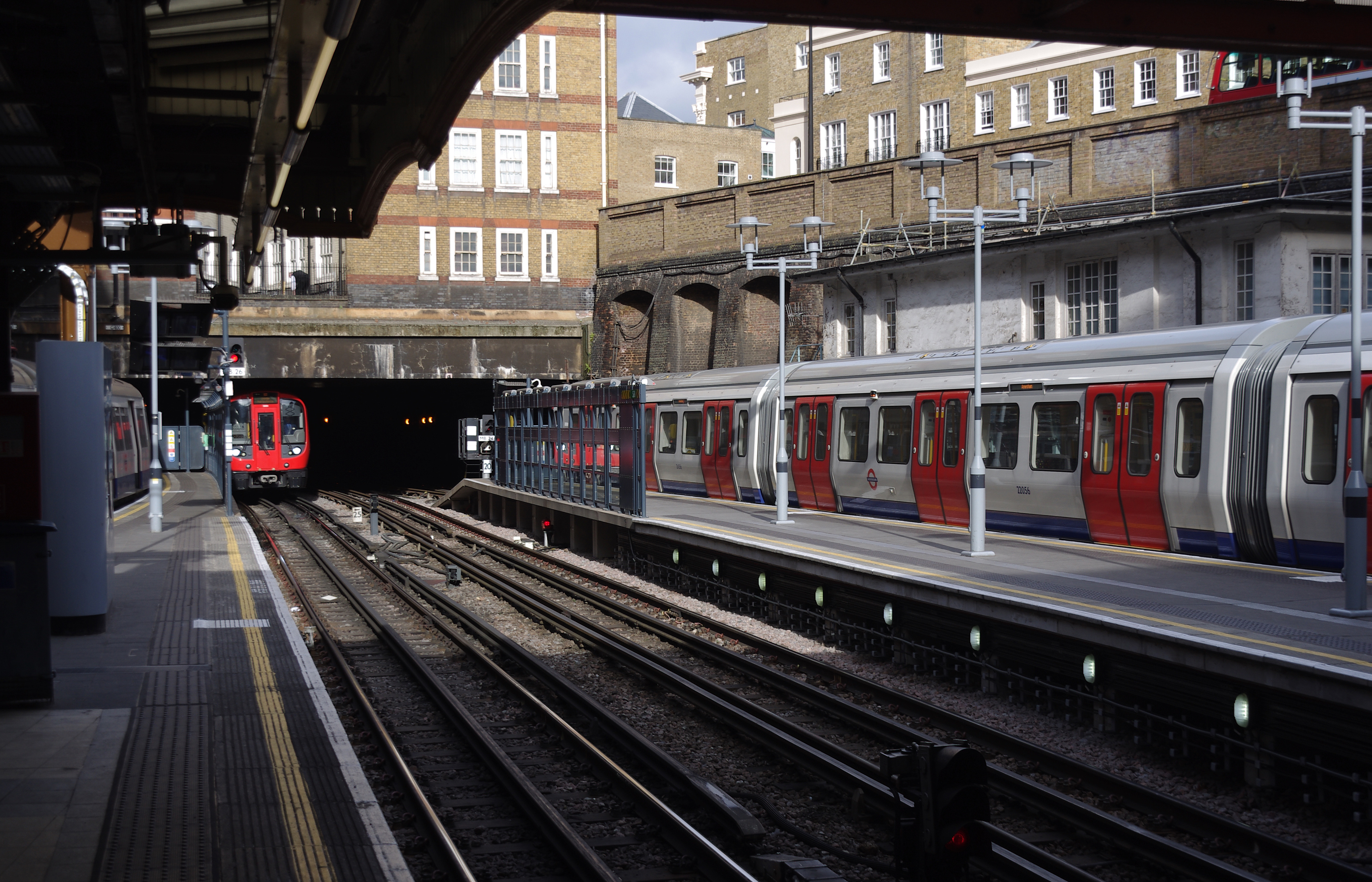
Metropolitan line.
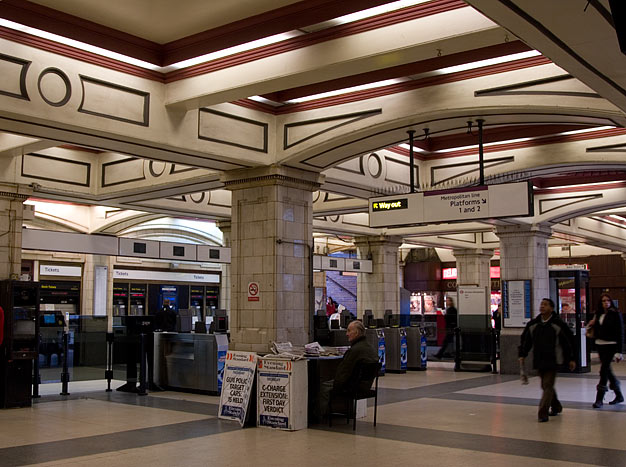
Hall.
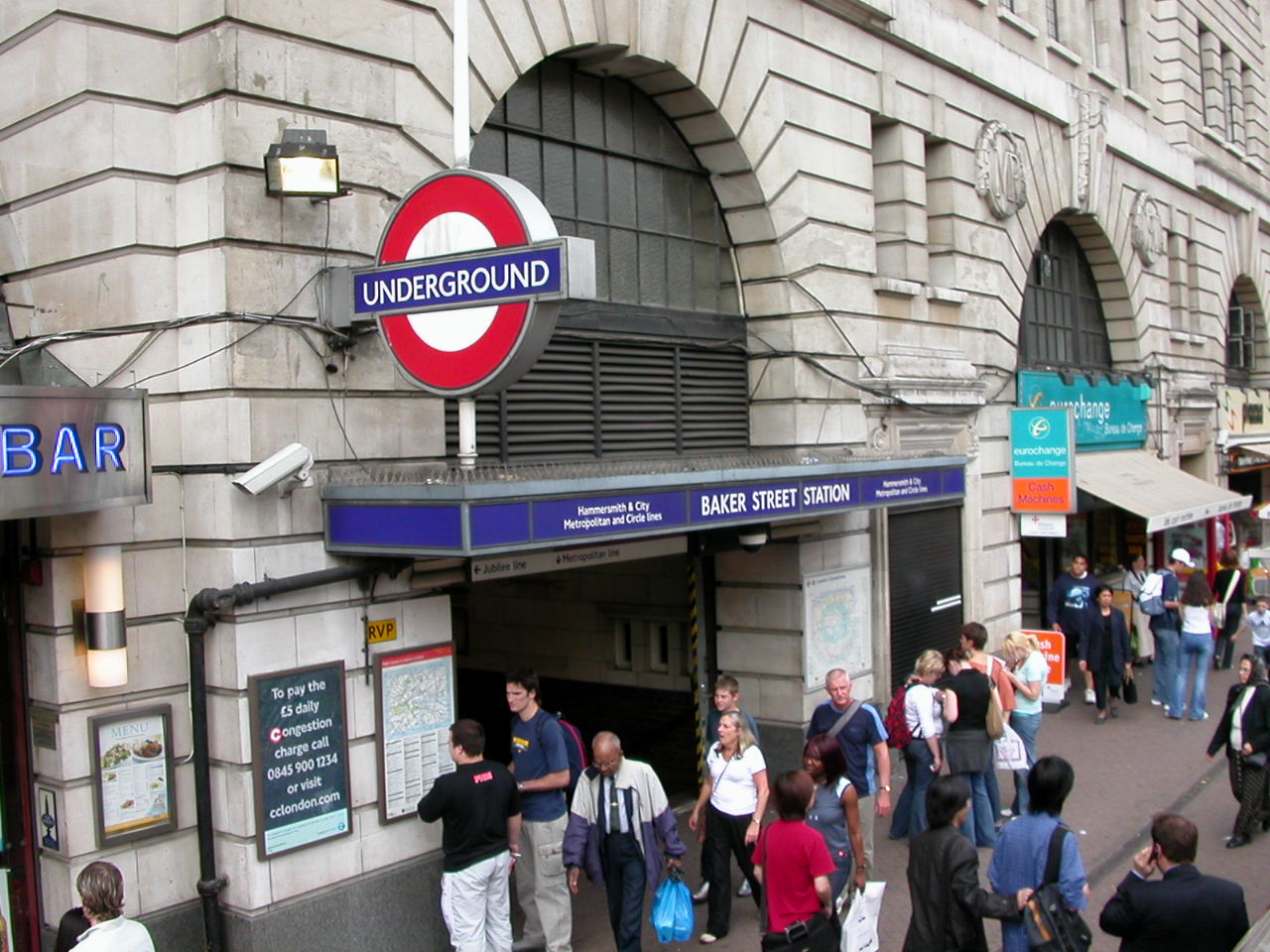
Entré.
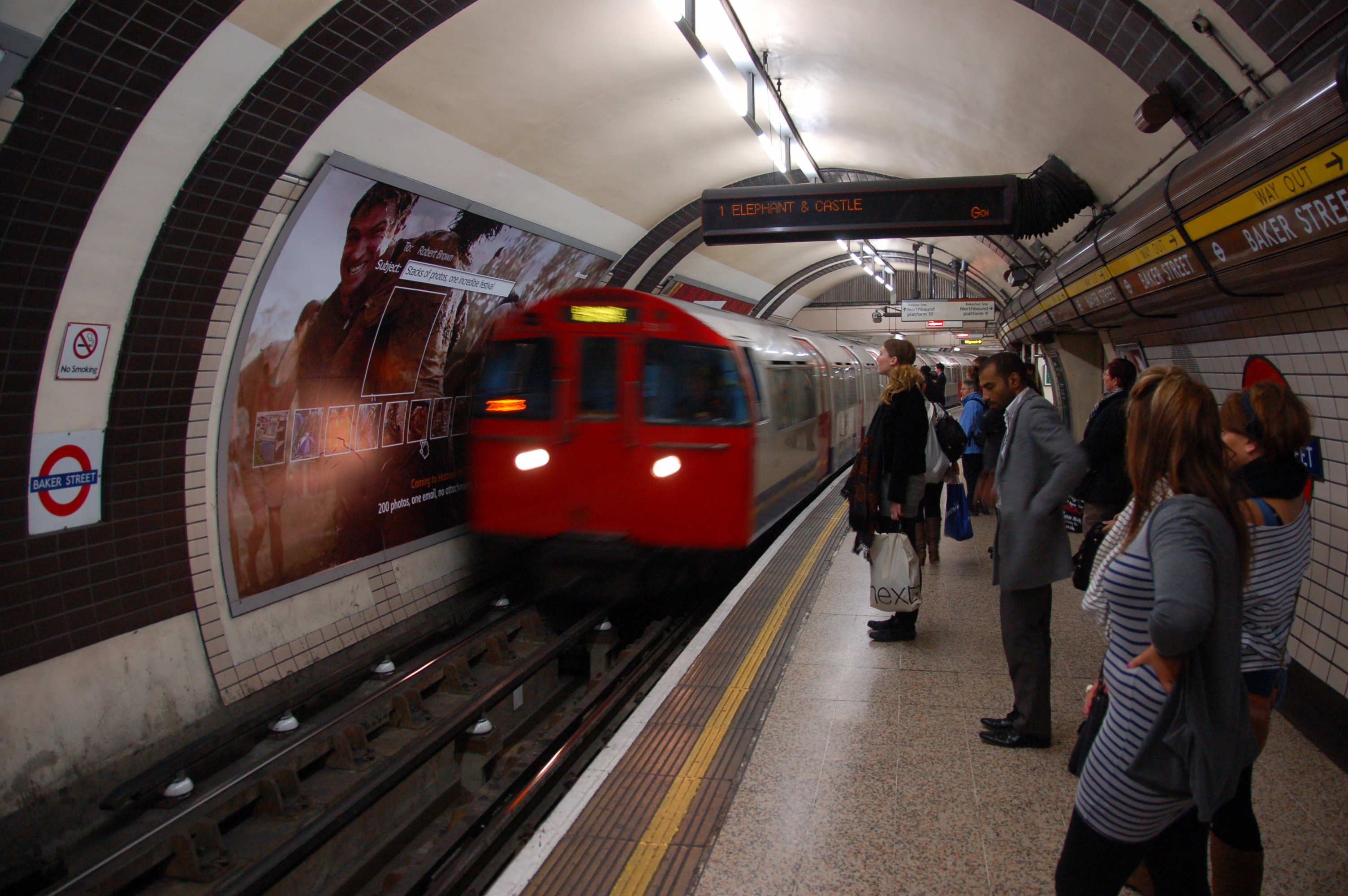
Bakerloo line från 1906.
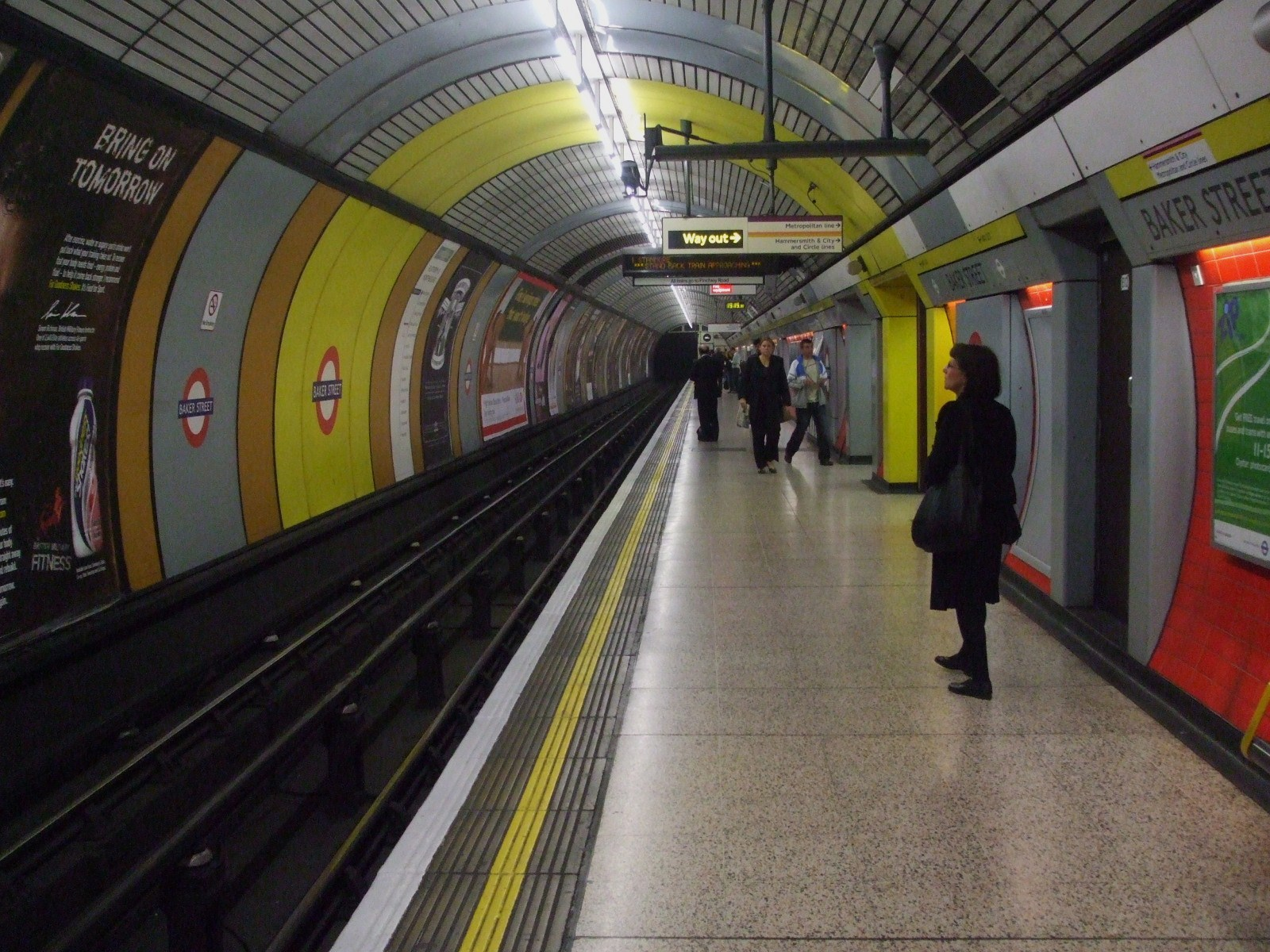
Jubilee line från 1979.
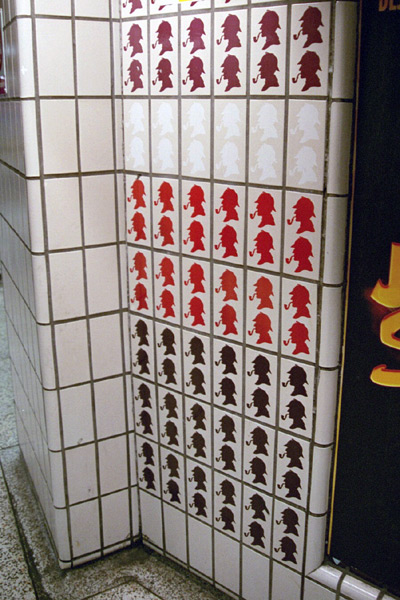
Sherlock Holmes-dekor.
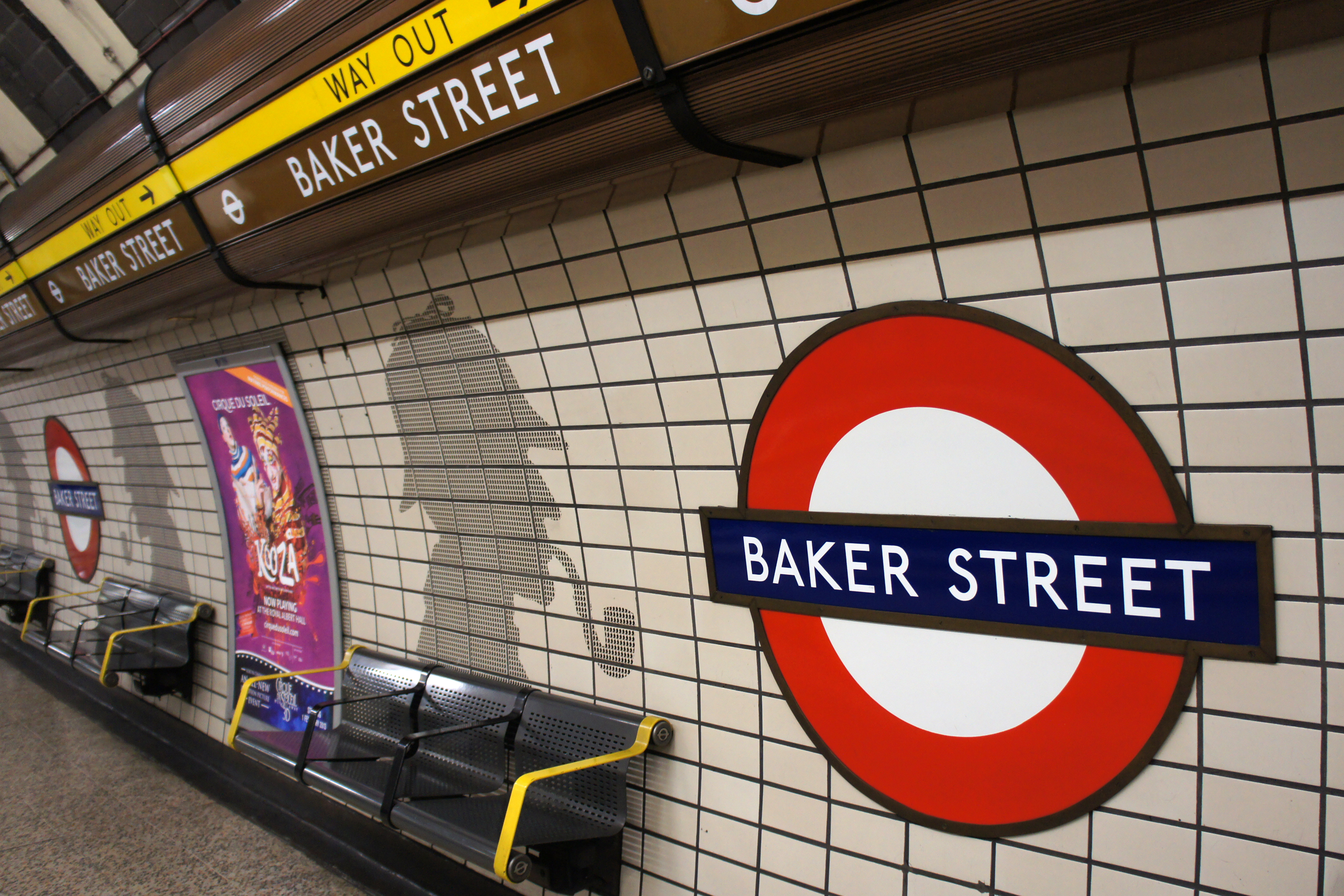
Sherlock Holmes.